# Ireneusz Linde
Ireneusz Linde (ur. 3 stycznia 1950 roku w Sierakowie, zm. 15 października 2004 roku) – polski artysta fotograf, członek rzeczywisty i Artysta Fotoklubu Rzeczypospolitej Polskiej. Członek Związku Polskich Artystów Fotografików.

## Życiorys
Był jednym z przedstawicieli polskiej szkoły fotografii plenerowej drugiej połowy XX wieku, wyróżniony Odznaką „Zasłużony Działacz Kultury”. Przez wiele lat był instruktorem fotografii w Technikum Rybackim w Sierakowie oraz w tamtejszym Ośrodku Kultury. Był komisarzem warsztatów, spotkań, plenerów fotograficznych. Był autorem i współautorem wystaw fotograficznych, krajowych i międzynarodowych – zbiorowych i indywidualnych. Był uczestnikiem i laureatem konkursów fotograficznych.
Imieniem Ireneusza Linde nazwano cykliczny konkurs fotograficzny, organizowany przez Muzeum Zamek Opalińskich, Sierakowski Ośrodek Kultury i Bibliotekę Publiczną w Międzychodzie wraz z oddziałem Muzeum Regionalnego.